# Copa de Europa de baloncesto 1965-66
La novena edición de la Copa de Europa de Baloncesto fue ganada por el Simmenthal Milano derrotando en la final al Slavia VŠ Praha. Por primera vez se adoptó el sistema de Final Four para decidir el campeón final. Se jugó en Milán y Bolonia. El equipo italiano, liderado por el futuro miembro del Basketball Hall of Fame Bill Bradley, derrotó al vigente campeón y favorito, el CSKA Moscú, en la semifinal por 57–68.

## Primera ronda
| Equipo 1              | Agr.     | Equipo 2            | Ida    | Vuelta |
| --------------------- | -------- | ------------------- | ------ | ------ |
| Fenerbahçe            | 143–146  | Dinamo Bucureşti    | 85–71  | 58–75  |
| Wiener                | 139–161  | Vorwärts Leipzig    | 75–82  | 64–79  |
| Gladsaxe Efterslægten | 96–171   | Slavia VŠ Praha     | 57–84  | 39–87  |
| Gießen 46ers          | 150–191  | Simmenthal Milano   | 77–88  | 73–103 |
| Etzella               | 98–162   | CSKA Cherveno zname | 51–72  | 47–90  |
| Collegians            | 84–152   | Denain-Voltaire     | 51–78  | 33–74  |
| KR                    | 109–149  | Alvik               | 48–60  | 61–89  |
| AEK                   | 153–150  | Wisła Kraków        | 72–71  | 81–79  |
| Wydad Casablanca      | 130–130* | Benfica             | 53–54  | 77–76  |
| Aldershot Warriors    | 144–213  | Racing Mechelen     | 83–113 | 61–100 |

*Tras un empate a 148 final, se jugó un partido de desempate que ganó el Wydad 63–61.

## Segunda ronda
| Equipo 1         | Agr.     | Equipo 2               | Ida    | Vuelta |
| ---------------- | -------- | ---------------------- | ------ | ------ |
| Racing Mechelen  | 210–150  | Helsingin Kisa-Toverit | 116–79 | 99–74  |
| Honvéd           | 143–182  | Slavia VŠ Praha        | 62–100 | 81–82  |
| Vorwärts Leipzig | 123–175  | CSKA Moscú             | 66–87  | 57–88  |
| Wydad Casablanca | 172–238  | AEK                    | 96–113 | 76–125 |
| Alvik            | 149–201  | Real Madrid            | 88–113 | 61–91  |
| Denain-Voltaire  | 126–139  | CSKA Cherveno zname    | 61–53  | 65–86  |
| Hapoel Tel Aviv  | 118–187  | Simmenthal Milano      | 65–80  | 53–87  |
| Dinamo Bucureşti | 148–148* | Zadar                  | 92–78  | 56–70  |

* Tras un empate a 148 final, se jugó un partido de desempate que ganó el Zadar 65–59.

## Fase de grupos de cuartos de final
Por primera vez en la historia de la competición, los cuartos de final se jugaron con un sistema de todos contra todos, en el que cada serie de dos partidos ida y vuelta se consideraba como un solo partido para la clasificación.
|  | Los dos primeros acceden a semifinales |

|    | Equipo            | Par. | Pts. | G | P | PF  | PC  | PD  |
| -- | ----------------- | ---- | ---- | - | - | --- | --- | --- |
| 1. | Slavia VŠ Praha   | 3    | 5    | 2 | 1 | 490 | 486 | +4  |
| 2. | Simmenthal Milano | 3    | 5    | 2 | 1 | 503 | 476 | +27 |
| 3. | Racing Mechelen   | 3    | 4    | 1 | 2 | 553 | 570 | -17 |
| 4. | Real Madrid       | 3    | 4    | 1 | 2 | 494 | 508 | -14 |

|    | Equipo              | Par. | Pts. | G | P | PF  | PC  | PD  |
| -- | ------------------- | ---- | ---- | - | - | --- | --- | --- |
| 1. | CSKA Moscow         | 3    | 5    | 2 | 1 | 453 | 397 | +56 |
| 2. | AEK                 | 3    | 5    | 2 | 1 | 413 | 426 | -13 |
| 3. | CSKA Cherveno zname | 3    | 5    | 2 | 1 | 418 | 421 | -3  |
| 4. | Zadar               | 3    | 3    | 0 | 3 | 410 | 450 | -40 |

## Final Four

### Semifinales
29 de marzo, Milán
| Equipo 1        | Resultado | Equipo 2 |
| --------------- | --------- | -------- |
| Slavia VŠ Praha | 103–73    | AEK      |

March 29, Palazzo dello sport, Bologna
| Equipo 1   | Resultado | Equipo 2          |
| ---------- | --------- | ----------------- |
| CSKA Moscú | 57–68     | Simmenthal Milano |

### Tercer y cuarto puesto
1 de abril, Milán
| Equipo 1 | Resultado | Equipo 2   |
| -------- | --------- | ---------- |
| AEK      | 62–85     | CSKA Moscú |

### Final
1 de abril, Palazzo dello sport, Bolonia
| Equipo 1          | Resultado | Equipo 2        |
| ----------------- | --------- | --------------- |
| Simmenthal Milano | 77–72     | Slavia VŠ Praha |

| Campeón de la Copa de Europa 1965–66 |
| ------------------------------------ |
| Simmenthal Milano 1.er título        |

### Clasificación final
|  | Equipo            |
|  | ----------------- |
|  | Simmenthal Milano |
|  | Slavia VŠ Praha   |
|  | CSKA Moscú        |
|  | AEK               |